# نینجای آدمکش
نینجای آدمکش (به انگلیسی: Ninja Assassin) عنوان فیلمی آمریکایی محصول سال ۲۰۰۹ در سبک هنرهای رزمی، اکشن و درام به نویسندگی متیو سند و کارگردانی جیمز مک‌تیگو است. نینجای آدمکش توسط استودیو وارنر برادرز در ۲۵ نوامبر ۲۰۰۹ در ایالات متحده به نمایش درآمد.

## خلاصه داستان
گروهی آدمکش نینجا، به دلایلی نامعلوم قتل‌های فجیعی را مرتکب می‌شوند و از سویی دیگر به دنبال نینجایی هستند که به آن‌ها پشت کرده و علیه آن‌ها می‌جنگد. این نینجای جوان قصد دارد از طایفه خود انتقام بگیرد و…

## جوایز
در تاریخ ۹ ژوئن ۲۰۱۰، رین شخصیت اصلی داستان، جایزه «بزرگترین کله‌خر» را در مراسم جایزه سینمایی ام‌تی‌وی به خاطر نقش‌آفرینی در فیلم نینجای قاتل، از آن خود کرد.

## نسخه نمایش خانگی
این فیلم در ۱۶ مارس سال ۲۰۱۰ به صورت دی‌وی‌دی و بلو-ری عرضه شد.